# 弗里蒙特森特 (伊利諾伊州)
弗里蒙特森特（英語：Fremont Center）是位於美國伊利諾伊州萊克縣的一個非建制地區。該地的面積和人口皆未知。

## 地理
弗里蒙特森特的座標為42°17′52″N 88°04′17″W / 42.29778°N 88.07139°W，而該地的平均海拔高度為250米（即820英尺）。